# Малим Гозали ПК
Малим Гозали ПК (малайск. Malim Ghozali PK; 4 марта 1949, Малим-Навар, Перак — 18 июня 2020, Серданг) — малайзийский писатель, поэт и прозаик, писавший на малайском языке, лауреат Литературной премии Юго-Восточной Азии.

## Краткая биография
Настоящее имя  Хаджи Мохамед Гозали Хаджи Абдул Рашид (малайск.  Haji Mohamed Ghozali Haji Abdul Rashid). Получил начальное образование в малайской школе в Гунунг-Панджанге, среднее — в средней школе Андерсона в Ипо. В 1973 году с отличием окончил Университет Малайя в области малайских исследований и социальной антропологии, обучался также в Национальном институте гражданской администрации. В 1978 году получил диплом по организации судоходного и портового дела Уэльского университета (Англия). В 1989 году занимался на курсах центра креативного творчества Виргинского университета (США), в 2001 году участвовал в международной писательской пронрамме Айовского университета (США).
До ухода на пенсию в 1994 году занимал различные должности в государственном аппарате в Пераке и Джохоре, в 1984—1987 гг. руководил курсами подготовки кадров госслужащих Малайзии, в 1990—1994 гг. заведовал международным отделом Министерства культуры, искусства и туризма. Инициатор проведения Международного фестиваля поэзии и народной песни в Пангкоре.

## Творчество
Писал произведения различных жанров: повести, стихи, короткие рассказы. Опубликовал также научный труд, связанный с исследованием Корана: «Глубокая правда — постижение совершенства».

## Основные произведения
- Gemaruang («Эхо», сборник стихов, 1987)
- Redang («Реданг», повесть, 1988; сценарий телефильма)
- Janji Paramaribo («Обещание в Парамарибо», повесть, 1990)
- Usia («Возраст», сборник рассказов, 2006)
- Daun («Лист», повесть, 2008)
- Inilah Chow Kit Road. Sudilah Mampir («Это улица Чоу Кит. Добро пожаловать», сборник рассказов, 2008)
- Hujan di Limun Pagi («Утренний дождь», сборник стихов, 2008)

## Награды
- Литературная премия Малайзии (1984/1985, 1986/1987)
- Литературная премия издательского дома «Утусан» и «Эксон Мобайл» (2006, 2007)
- Литературная премия Юго-Восточной Азии (2013)
- Литературная премия Мастра (2016)